# تپه قلاته
تپه قلاته در شهرستان کوهدشت، بخش مرکزی، دهستان کوهدشت جنوبی، غرب روستای تنگ قلا واقع شده و این اثر در تاریخ ۲۸ اسفند ۱۳۸۵ با شمارهٔ ثبت ۱۸۸۶۷ به‌عنوان یکی از آثار ملی ایران به ثبت رسیده است.